# 6541 Yuan
6541 Yuan eller 1984 DY är en asteroid i huvudbältet som upptäcktes den 26 februari 1984 av den belgiske astronomen Henri Debehogne i Uccle. Den är uppkallad efter Dah-Ning Yuan.
Asteroiden har en diameter på ungefär 14 kilometer och den tillhör asteroidgruppen Themis.